# Tipula indiscreta
Tipula indiscreta är en tvåvingeart som beskrevs av Alexander 1935. Tipula indiscreta ingår i släktet Tipula och familjen storharkrankar. Inga underarter finns listade i Catalogue of Life.